# Can-Am Spyder
Pour les articles homonymes, voir Can-Am.
Le Can-Am Spyder est un véhicule motorisé à trois roues (deux à l'avant, une à l'arrière) semblable dans sa conception à une motoneige. Fabriqué et distribué par le constructeur canadien Bombardier Produits récréatifs (BRP), il utilise un châssis semblable à celui d'un quad où la roue arrière assure la propulsion, alors que les deux à l'avant contrôlent la direction. Il est souvent qualifié de « roadster » (y compris par BRP), mais c'est plutôt une moto à trois roues.

## Description

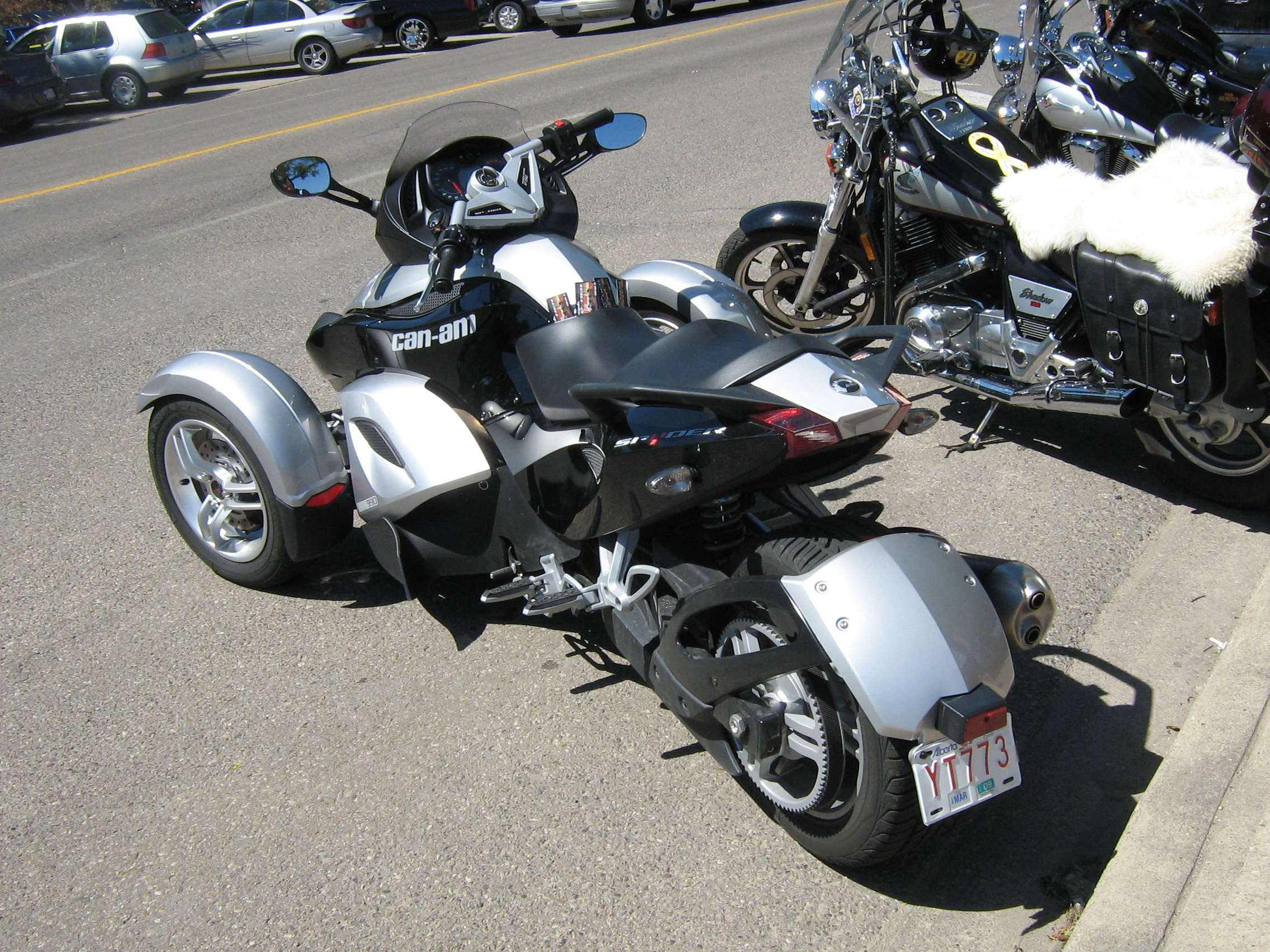
Un Spyder vu de l'arrière.

Le Spyder utilise une architecture en Y (ou têtard) où la roue arrière assure la propulsion, alors que les deux à l'avant contrôlent la direction.
Il embarque un système de stabilité développé conjointement avec le groupe Bosch qui comprend un système de contrôle de stabilité pour corriger la trajectoire, un système anti-blocage des roues (ABS) et un système d'antipatinage à l'accélération.
Un système de direction assistée dynamique procure une assistance variable en fonction de la vitesse et des paramètres moteur.

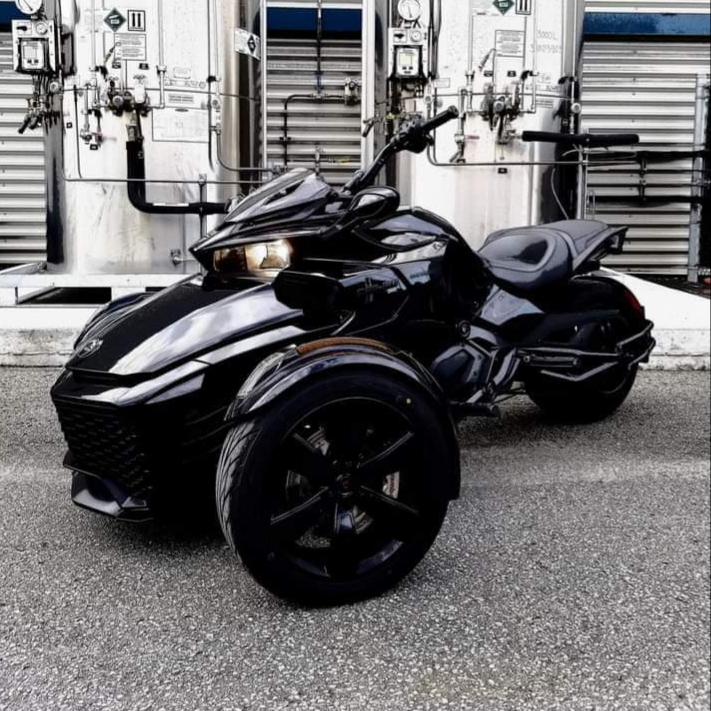
Can-Am Spyder F3, Boisbriand, Québec, Canada.

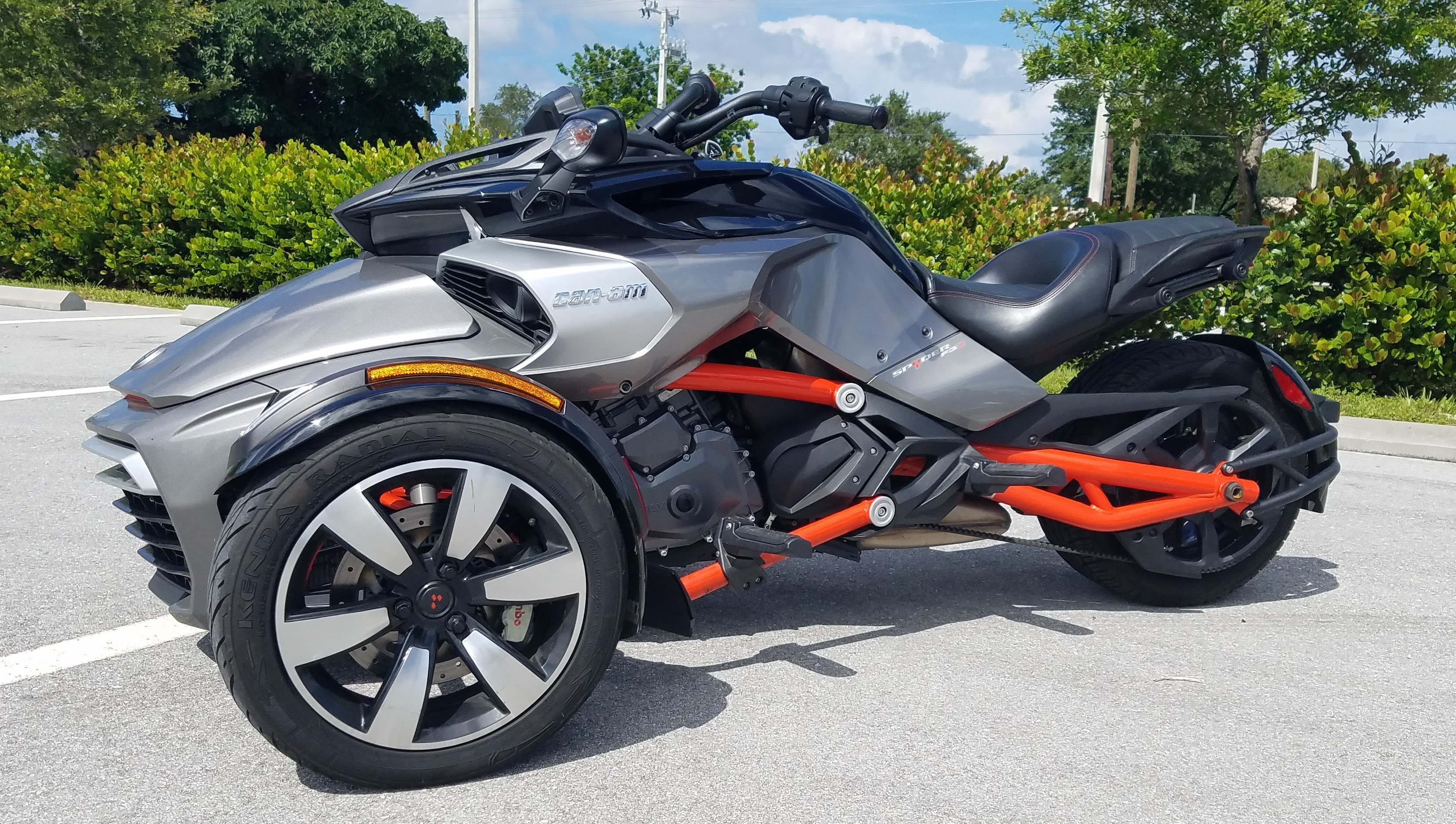
Can-Am Spyder F3S.

Depuis l'année 2018, il est décliné en trois versions : le F3, le F3S (avec des suspensions réglables) et le RT. Propulsé par un moteur Rotax de 1 330 cm3, il est équipé en option d'une boite séquentielle électronique à six vitesses à commande à la poignée gauche.

## Histoire
Le Spyder est développé par l’équipe des projets spéciaux dirigée de 2000 à 2006 par Charles Bombardier.
Distribué en France à partir de 2008 dans sa version GS en boite mécanique et semi-automatique (SM5/SE5), puis la version sportive RS et le Spyder RT, Grand Tourisme, sont venus compléter la gamme Roadster en 2010. L'année 2013 voit la gamme se compléter par le ST, Sport Touring. En 2014, le modèle RT se voit doter d'une motorisation Rotax de 1 330 cm3 à la place des motorisations Rotax de 990 cm3. Les années suivantes voient l'arrêt des modèles RS et ST, qui sont remplacés par les F3 et F3T animés par le Rotax 1330 Ace. Ce type d'engin suit en France la réglementation de la catégorie L5e visant les tricycles à moteurs d'une cylindrée supérieure à 50 cm3 (trikes).

## Galerie

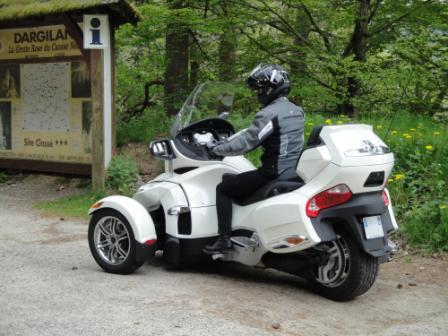
Un Spyder RT Limited 2011.
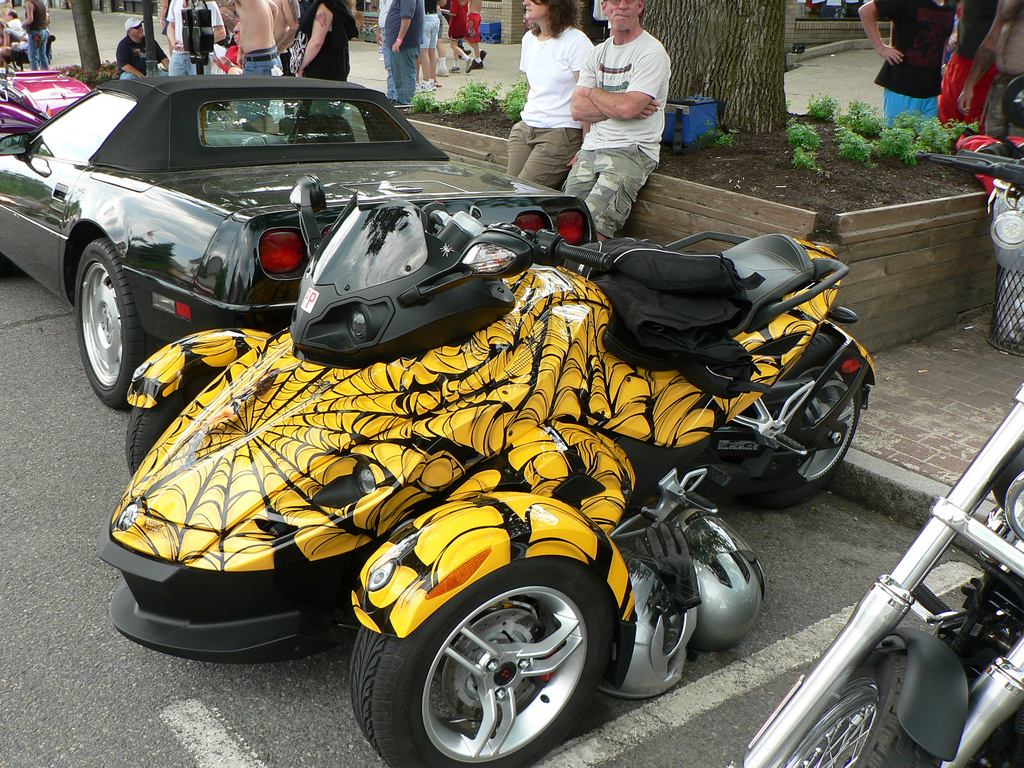
Un Spyder personnalisé.